# Les danseuses russes
Les danseuses russes は、ウクライナの女性が民族舞踊を踊る様子を描いたエドガー・ドガのパステル画の連作である。ドガは1890年代から1900年代初頭にかけてこれらの絵を描いた。

## 名称
ドガはこれらの作品に対して Les danseuses russes という名称を使用している。フランス語の資料ではこの名称で呼ばれ、英語の資料では英語訳の Russian dancers と呼ばれてきた。
描かれているのがウクライナの女性であることから、長年にわたって「ロシア」という言葉を用いるのは誤解を招くので修正するべきであるという意見が表明され、「意図的、あるいは単なる怠惰な誤解」であるとしてウクライナは批判されてきた。この声は、2022年2月に始まったロシアのウクライナ侵攻により強まった。
これを受け、ロンドンのナショナル・ギャラリーは2022年4月に所蔵する絵画を Ukrainian dancers と改名した。 
2023年2月、メトロポリタン美術館は、美術史家やジャーナリストを含むウクライナの代表者からの要請を受けて、パステル画のうち1つの作品の名称を Dancers in the Ukrainian dress に変更した。
2023年5月現在、ストックホルム国立美術館では、この連作の別の作品名が Three Dancers in Ukrainian Dress に変更されている。
ヒューストン美術館は継続して Russian dancers の名称を用いている。美術館長は、ドガはウクライナ風の衣装を描く際に、民族学的、文化的正確さを追求しなかったとしている.。

## パステル画
ドガが描いたこのシリーズのパステル画やスケッチは少なくとも18点あり、そのほとんどは1890年代後半に描かれたものである。
リサ・ビクセンスタインは、18点の作品を完成したパステル画6点、未完成のパステル画4点、スケッチ8点に分類している。
| 作品 | 製作年    | 技法                                           | 大きさ(cm)  | Catalogカタログ番号 | 所蔵                                      | 出典   |
| ---- | --------- | ---------------------------------------------- | ----------- | ------------------- | ----------------------------------------- | ------ |
|      | 1894      | パステル                                       | 54 x 34     | MS 390              | private collection                        | [ 10 ] |
|      | 1895      | パステル、木炭                                 | 48 x 67     | MS 392              | private collection                        | [ 11 ] |
|      | 1895-1899 | トレーシングペーパー、パステル、木炭           | 62 x 67     | MS 383              | ストックホルム国立美術館 (ストックホルム) | [ 12 ] |
|      | 1898      | パステル、木炭                                 | 73 x 59     | MS 389              | private collection                        | [ 13 ] |
|      | 1898      | 厚紙に貼り付けた紙、パステル、木炭、黒チョーク | 67 x 57     | MS 394              | ヒューストン美術館                        | [ 14 ] |
|      | 1899      | トレーシングペーパー、パステル、木炭           | 62,2 x 62,9 | MS 384              | ヒューストン美術館                        | [ 15 ] |
|      | 1899      | 紙、パステル                                   | 62,9 x 64,7 | MS 385              | メトロポリタン美術館                      | [ 16 ] |
|      | 1899      | トレーシングペーパー、パステル、木炭           | 61,9 x 45,7 | MS 387              | メトロポリタン美術館                      | [ 17 ] |
|      | 1899      | パステル                                       | 58,4 x 76,2 | MS 391              | private collection                        | [ 18 ] |
|      | 1899      | 厚紙に貼り付けた5枚の紙、パステル、木炭        | 73 x 59,1   | MS 393, MS 1845     | ナショナル・ギャラリー (ロンドン)         | [ 19 ] |
|      | 1899      | トレーシングペーパー、パステル、木炭           | 59,3 x 38   | MS 1533             | private collection                        | [ 20 ] |
|      | 1900-1905 | 紙、パステル、木炭                             | 98,3 x 75,5 | MS 1204             | private collection                        | [ 21 ] |
|      | с. 1899   | 紙、パステル、木炭                             | 63 x 60,8   |                     | private collection                        | [ 22 ] |
|      | 1900-1905 | 紙、パステル、木炭                             | 54 x 71,1   |                     | private collection                        | [ 23 ] |